# Toryok, la furie des barbares
Pour plus de détails, voir Fiche technique et Distribution.
Toryok, la furie des barbares (titre original : Toryok, la furia dei barbari) est un film italien réalisé par Guido Malatesta, sorti en 1960.

## Synopsis
Italie, 568. Près d'un siècle après la disparition de l'Empire romain d'Occident, les tribus barbares installées dans le nord de l'Italie se déchirent. Kovo, chef de la tribu des Rutards, viole et tue la femme de Toryok, chef d'une tribu voisine, et fuit chez les Lombards qui s'apprêtent à envahir l'Italie.
 Deux ans plus tard, Kovo participe à l'invasion lombarde de l'Italie et revient dans son village, en compagnie de guerriers lombards. Apprenant son retour, Toryok cherche à venger la mort de sa femme et souhaite le défier en combat singulier…

## Fiche technique
- Titre original : Toryok, la furia dei barbari
- Réalisation : Guido Malatesta
- Scénario : Umberto Scarpelli, Gino Mangini
- Adaptation française[2] :Jacques Michau
- Dialogues français : Lucette Gaudiot
- Scénographie : Pier Vittorio Marchi, Alfonso Russo
- Directeur de la photographie : Vincenzo Seratrice
- Montage : Mario Sansoni
- Musique : Guido Robuschi, Gian Stellari
- Producteur : Mario Bartoloni pour L'Arion Film
- Société de distribution : Filmar (ITA) ; Les Films Marbeuf (FRA) ; Columbia Pictures (USA)
- Pays d'origine :  Italie
- Année : 1960
- Langue : italien
- Genre : aventure, drame
- Format : couleur (Eastmancolor) – 2,35:1 – 35 mm – Son mono
- Métrage : 2 600 m
- Durée : 95 minutes
- Dates de sortie :
  -  Italie : 27 octobre 1960
  -  Danemark : 2 mai 1962
  -  Espagne : 19 juillet 1962
  -  Mexique : 13 septembre 1962
  -  États-Unis : mai 1963
  -  Allemagne : 14 février 1964
- Autres titres connus :
  -  France : Toryok
  -  États-Unis : Fury of the Pagans
  -  Allemagne : Die Rache der Barbaren
  -  Espagne : La furia de los bárbaros
  -  Mexique : La furia de los bárbaros
  -  Portugal : A fúria dos Bárbaros
  -  Danemark : Barbarernes blodige økser

## Distribution
- Edmund Purdom  (VF : Marc Cassot) : Toryok
- Rossana Podestà  (VF : Martine Sarcey) : Leonora
- Livio Lorenzon  (VF : Andre Valmy) : Kovo
- Carla Calò  (VF : Lita Recio) : Liunda
- Daniele Vargas (VF : Marcel Bozzuffi) : Napur
- Andrea Fantasia  (VF : François Darbon) : Nogaric
- Vittoria Febbi : Daritza
- Ljubica Jović  (VF : Mireille Darc) : Kathrina
- Luciano Marin  (VF : Michel Cogoni) : Donar
- Raffaella Pelloni : Dana la femme de Toryok
- Giulio Massimini  (VF : Jean Claudio) : Laszlo
- Simonetta Simeoni	: Maritza
- Nicola Stefanini  (VF : Pierre Leproux) : Schonak
- Amedeo Trilli (crédité sous le nom d'Amedeo Novelli)  (VF : Richard Francoeur) : Ragon
- Vittorio Cramer  (VF : Jean-Claude Michel) : Narration
- Voix de Marcelle Lajeunesse (Mirka), Jean Violette (Fidia), Marie Francey, Pierre Michau